# Hoogoordbrug
Hoogoordbrug (brug 1039) is een bouwkundig kunstwerk in Amsterdam-Zuidoost.
De vaste brug uit 1966-1968 komt hier in de vorm van een viaduct annex tunnel, afhankelijk van het gezichtspunt. Boven de overspanning voert gemotoriseerd verkeer op de Flierbosdreef, een doorgaande route voor snelverkeer. Onder de overspanning leidt het voet- en fietspad Gulden kruispad. Om die gescheiden verkeersstromen te realiseren werden in de wijk tientallen van dit soort bruggen neergelegd.
Het ontwerp voor brug 1039 is afkomstig van Dirk Sterenberg, dan werkend voor de Dienst der Publieke Werken. Daar waar hij voor elders in de stad brug-voor-brug moest ontwerpen, sluit het ontwerp van de brug aan op die van andere bruggen in de buurt, die uit dezelfde tijd stammen, zie bijvoorbeeld de Dolingadreefbrug (brug 1012). Ze zijn herkenbaar aan leuningen (metalen strips), betonblokken op het rijdek en de vorm van het schakelkastje voor het elektra op de brug. Sterenberg, ook kunstenaar, paste het ontwerp daarvoor precies in het tegelpatroon in het landhoofd.
De brug kreeg pas in 2018 haar naam in een serie vernoemingen binnen de bruggen op wegen voor gemotoriseerd verkeer. Ze werd daarbij vernoemd naar de flat Hoogoord, die op zich vernoemd was naar een herenhuis nabij Hilversum.
Ongeveer 700 meter westelijk liggen de Hoogoorddreefmetrobrug en Hoogoorddreefspoorbrug; anders dan deze Hoogoordbrug liggen die spoorbruggen over de Hoogoorddreef.

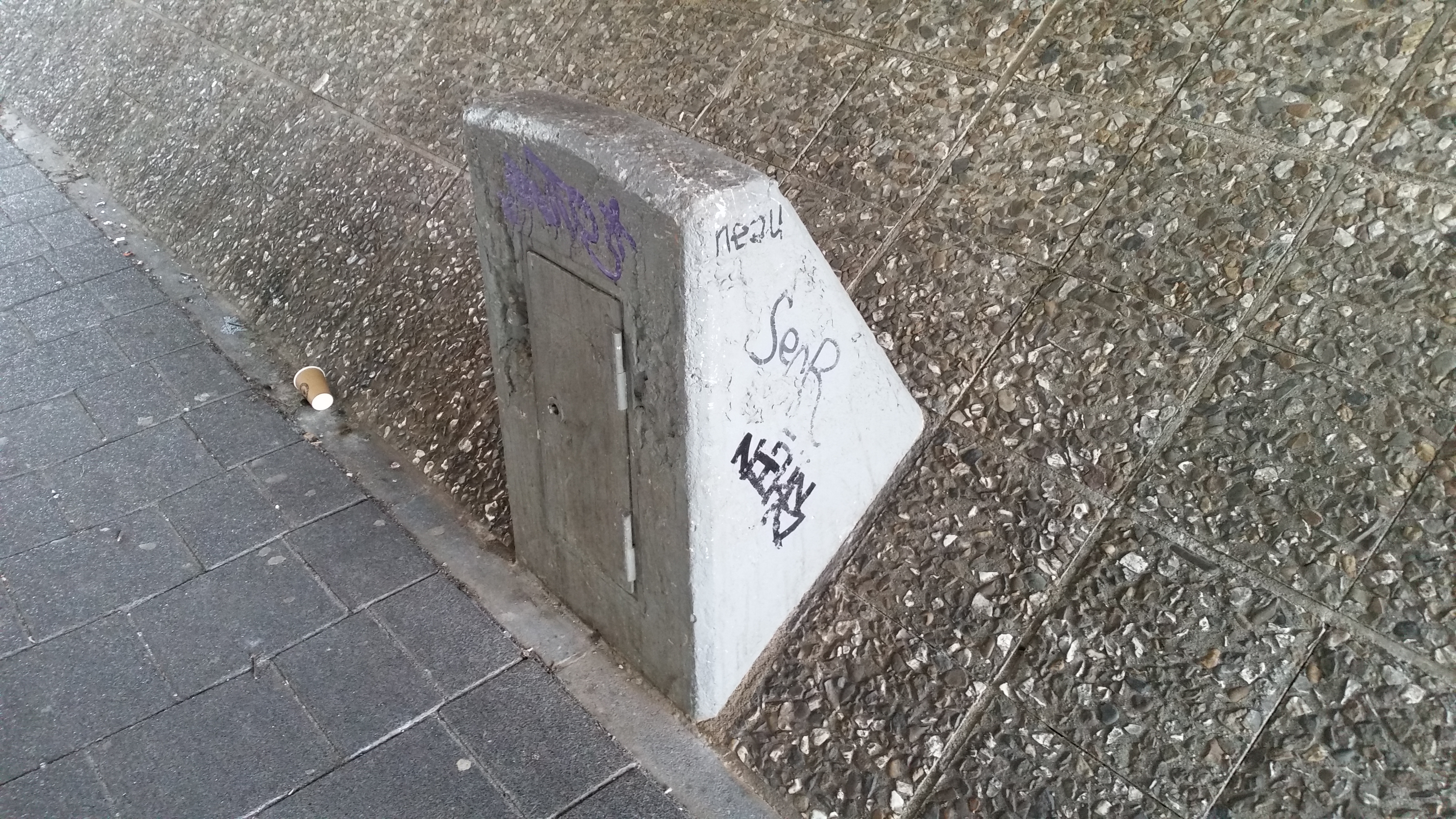
Schakelkastje (juli 2020)

<<< · 1000 · 1001 · 1002 · 1003 · 1004 · 1005 · 1006 · 1007 · 1008 · 1009 · 1010 · 1011 · 1012 · 1013 · 1014 · 1018 · 1028 · 1029 · 1030 · 1032 · 1033 · 1034 · 1035 · 1036 · 1037 · 1038 · 1039 · 1040 · 1041 · 1044 · 1045 · 1046 · 1048 · 1049 · 1050 · 1051 · 1062 · 1063 · 1064 · 1065 · 1066 · 1067 · 1076 · 1077 · 1078 · 1083 · 1090 · 1092 · 1093 · 1094 · 1095 · 1096 · 1097 · 1098 · 1099 · >>>
Brugnummers  1015, 1016, 1017, 1019, 1020, 1021, 1022, 1023, 1024, 1025, 1026, 1027, 1031, 1042, 1043, 1047, 1052/1053 (niet gebouwd), 1054, 1055, 1056, 1057, 1058, 1059, 1060, 1061, 1068, 1069-1075, 1079, 1080, 1081, 1082, 1084-1088, 1089 en 1091 (onbekend) zijn niet meer vergeven. De meesten daarvan zijn gesloopt in verband met sanering Zuidoost. Alle bruggen lagen en liggen in Zuidoost behalve bruggen 1000 en 1002.